# Hebden Royd
Hebden Royd est une ville et une paroisse civile du Yorkshire de l'Ouest, en Angleterre.